# بيستريتسا
بيستريتسا, مدينة شمالي رومانيا على نهر يحمل نفس الاسم, (بالرومانية: Bistriţa, بالألمانية: Bistritz, Nösen, بالهنغارية: Beszterce) عاصمة محافظة بيستريتسا ناساوود الواقعة في اقليم ترانسيلفانيا التاريخي. عدد سكانها حوالي 90.000 نسمة.

## المناخ
يظهر الجدول التالي التغييرات المناخية على مدار السنة لبيستريتسا:
| البيانات المناخية لـبيستريتسا      | البيانات المناخية لـبيستريتسا | البيانات المناخية لـبيستريتسا | البيانات المناخية لـبيستريتسا | البيانات المناخية لـبيستريتسا | البيانات المناخية لـبيستريتسا | البيانات المناخية لـبيستريتسا | البيانات المناخية لـبيستريتسا | البيانات المناخية لـبيستريتسا | البيانات المناخية لـبيستريتسا | البيانات المناخية لـبيستريتسا | البيانات المناخية لـبيستريتسا | البيانات المناخية لـبيستريتسا | البيانات المناخية لـبيستريتسا |
| الشهر                              | يناير                         | فبراير                        | مارس                          | أبريل                         | مايو                          | يونيو                         | يوليو                         | أغسطس                         | سبتمبر                        | أكتوبر                        | نوفمبر                        | ديسمبر                        | المعدل السنوي                 |
| ---------------------------------- | ----------------------------- | ----------------------------- | ----------------------------- | ----------------------------- | ----------------------------- | ----------------------------- | ----------------------------- | ----------------------------- | ----------------------------- | ----------------------------- | ----------------------------- | ----------------------------- | ----------------------------- |
| الدرجة القصوى °م (°ف)              | 13.2 (55.8)                   | 17.8 (64.0)                   | 25.3 (77.5)                   | 27.9 (82.2)                   | 31.1 (88.0)                   | 34.0 (93.2)                   | 35.2 (95.4)                   | 34.9 (94.8)                   | 32.0 (89.6)                   | 27.1 (80.8)                   | 21.6 (70.9)                   | 15.1 (59.2)                   | 35.2 (95.4)                   |
| متوسط درجة الحرارة الكبرى °م (°ف)  | −0.1 (31.8)                   | 3.0 (37.4)                    | 9.3 (48.7)                    | 15.7 (60.3)                   | 20.7 (69.3)                   | 23.2 (73.8)                   | 24.7 (76.5)                   | 24.6 (76.3)                   | 21.0 (69.8)                   | 15.4 (59.7)                   | 8.0 (46.4)                    | 1.8 (35.2)                    | 13.9 (57.0)                   |
| المتوسط اليومي °م (°ف)             | −5.0 (23.0)                   | −2.1 (28.2)                   | 3.1 (37.6)                    | 9.1 (48.4)                    | 14.3 (57.7)                   | 17.0 (62.6)                   | 18.3 (64.9)                   | 17.6 (63.7)                   | 13.5 (56.3)                   | 8.0 (46.4)                    | 3.2 (37.8)                    | −1.8 (28.8)                   | 7.9 (46.2)                    |
| متوسط درجة الحرارة الصغرى °م (°ف)  | −9.6 (14.7)                   | −6.1 (21.0)                   | −1.6 (29.1)                   | 3.5 (38.3)                    | 7.9 (46.2)                    | 11.0 (51.8)                   | 12.2 (54.0)                   | 11.7 (53.1)                   | 8.0 (46.4)                    | 3.0 (37.4)                    | −0.4 (31.3)                   | −5.2 (22.6)                   | 2.9 (37.2)                    |
| أدنى درجة حرارة °م (°ف)            | −33.8 (−28.8)                 | −33.2 (−27.8)                 | −22.0 (−7.6)                  | −5.7 (21.7)                   | −3.0 (26.6)                   | 0.3 (32.5)                    | 3.2 (37.8)                    | 2.4 (36.3)                    | −4.6 (23.7)                   | −9.0 (15.8)                   | −24.0 (−11.2)                 | −26.6 (−15.9)                 | −33.8 (−28.8)                 |
| الهطول مم (إنش)                    | 46 (1.8)                      | 31 (1.2)                      | 34 (1.3)                      | 57 (2.2)                      | 76 (3.0)                      | 97 (3.8)                      | 87 (3.4)                      | 68 (2.7)                      | 43 (1.7)                      | 41 (1.6)                      | 47 (1.9)                      | 50 (2.0)                      | 677 (26.7)                    |
| متوسط تساقط الثلوج سم (إنش)        | 13.9 (5.5)                    | 14.3 (5.6)                    | 9.8 (3.9)                     | 2.0 (0.8)                     | 0.0 (0.0)                     | 0.0 (0.0)                     | 0.0 (0.0)                     | 0.0 (0.0)                     | 0.0 (0.0)                     | 3.5 (1.4)                     | 3.8 (1.5)                     | 7.2 (2.8)                     | 54.5 (21.5)                   |
| متوسط أيام هطول الأمطار (≥ 1.0 mm) | 9                             | 8                             | 7                             | 9                             | 11                            | 12                            | 10                            | 8                             | 7                             | 6                             | 9                             | 11                            | 107                           |
| ساعات سطوع الشمس الشهرية           | 67.3                          | 92.8                          | 147.9                         | 171.1                         | 225.9                         | 232.5                         | 259.6                         | 258.0                         | 196.3                         | 167.5                         | 78.3                          | 48.8                          | 1٬946                         |
| المصدر: NOAA                       |                               |                               |                               |                               |                               |                               |                               |                               |                               |                               |                               |                               |                               |

## توأمة
لبيستريتسا اتفاقيات توأمة مع كل من:
- مونتروي
- لاكويلا
- بيزنسون
- جلونا غورا
- كولومبوس
- هرتسوغنرات

## أعلام
- ميهيلا آني سينوسيكو
- غابرييلا سابو
- أدريان تيتياني
- كريستيان جانيا
- لوسيان سانمارتين
- كريستيان تودور